# Shōta Sakaki
Shōta Sakaki (jap. 榊 翔太, Sakaki Shōta; * 3. August 1993 in Shimizu, Hokkaidō) ist ein japanischer Fußballspieler.

## Karriere
Während seiner Grundschulzeit spielte er im Shimizu Soccer Shōnendan, dann im Fußballclub der Mittelschule Shimizu und anschließend während er die Seiryō-Oberschule in Sapporo besuchte in der U-18-Mannschaft von Consadole Sapporo. Dort nahm er auch seine Profikarriere auf. Sein Ligadebüt für Consadole gab er im März 2012 in der J1 League. Mit Sapporo stieg er zu Saisonende als Tabellenletzter in die J2 League ab. Im Sommer 2015 wechselte er zum österreichischen Regionalligisten SV Horn. Mit den Hornern konnte er 2016 als Meister der Regionalliga Ost in den Profifußball aufsteigen.
Nach dem Abstieg aus der zweiten Liga wechselte er im Sommer 2017 zurück nach Japan zum Drittligisten Tochigi SC. Mit dem Club wurde er 2017 Vizemeister und stieg in die zweite Liga auf. Im Januar 2021 wechselte er zum japanischen Drittligisten AC Nagano Parceiro.

## Erfolge
Tochigi SC
- J3 League

Vizemeister: 2017  ▲